# 15577 Gywilliams
15577 Gywilliams è un asteroide della fascia principale. Scoperto nel 2000, presenta un'orbita caratterizzata da un semiasse maggiore pari a 2,2181568 UA e da un'eccentricità di 0,1187323, inclinata di 2,16353° rispetto all'eclittica.